# (38354) 1999 RM151
1999 RM151 (asteroide 38354) é um asteroide da cintura principal. Possui uma excentricidade de 0.10398350 e uma inclinação de 3.58967º.
Este asteroide foi descoberto no dia 9 de setembro de 1999 por LINEAR em Socorro.